# Юдіта Софілканич
Юді́та Софілка́нич (угор. Szofilkánics Judit) — українська громадська діячка в Угорщині, голова Самоврядування українців міста Ньїредьгаза.
Станом на 2009 рік — викладач української Недільної школи.

## Нагороди
- Відзнака Президента України — ювілейна медаль «25 років незалежності України» (22 серпня 2016) — за вагомий особистий внесок у зміцнення міжнародного авторитету Української держави, популяризацію її історичної спадщини і сучасних надбань та з нагоди 25-ї річниці незалежності України[1]
- Золотий Хрест Заслуг (Угорщина) (15 березня 2021)[2]